# D/S Kong Ring (1929)
Ej att förväxla med D/S Kong Ring (1837)
D/S Kong Ring var ett norskt passagerar- och lastfartyg, som levererades 1929 från Nylands Mekaniske Verksted i Oslo till Det Søndenfjelds-Norske Dampskibsselskab i Oslo.
Fartyget beslagtogs av tyskarna under ockupationen av Norge under andra världskriget. Hon var den 26 december 1941 på väg från Burfjord i Kvænangen till Narvik med ett större antal tyska trupper. Med besättning och passagerare var det omkring 300 personer ombord. Vid Lenangens fyr i Ullsfjorden seglade fartyget på en mina, som hade lagts ut av den ryska ubåten K-1 mellan den 15 och 16 december 1941. Kong Ring sjönk snabbt och det fanns ingen tid att sätta ut livbåtar. Av den norska besättningen omkom 29 eller 30 man och bara en räddades.